# Dödlig drift
Dödlig drift är en svensk thrillerfilm från 1999 i regi av Rolf Börjlind.

## Handling
Polismannen Göran är sjukskriven efter en olycka. För att ha något att göra, kollar han vilka som annonserar i Gula tidningen. En av de som annonserar dagligen är småhandlaren Lipinski. Göran "beslagtar" en dator, när han besöker Lipinski, och på denna upptäcker han foton på en styckmördad kvinna, foton som bara mördaren själv kan ha tagit.
En kvinna hittas våldtagen och mördad på ett övergivet industriområde i Stockholm, och poliserna Fallenius och Hansson får hand om fallet. Samtidigt på en restaurang, firas Andreas’ mors födelsedag, och i present får hon ett par örhängen av sin son. Hemma får Andreas besök av Simon och Janne. De vill att han hjälper dem att sälja flera hundra stulna datorer.
Göran läser gula tidningen och hittar annonser om folk som vill sälja datorer. Han känner till stölden av datorerna och upptäcker att samma telefonnummer figurerar på flera av annonserna. Göran, en sjukskriven polis, bestämmer sig för att nysta i fallet, vilket gör andra poliser misstänksamma, och snart är han mördaren på spåren. Genom ett vittne, får Fallenius och Hansson veta att den dödade kvinnan förts bort av en polisklädd man. Vittnet dras in i dödlig katt- och råttalek med mördaren, där bara en kan överleva.
Mördaren har en drift, han måste våldta och mörda kvinnor. Han letar efter dem som är lyckliga, och ju mer de kämpar emot, desto bättre tycker han att det är. Skall rätt man bli tagen? Och kommer de hinna ta mördaren innan det är för sent?

## Kritik
Rolf Börjlind har nämligen gjort en högst förutsägbar (men icke värdelös), och psykologiskt förenklad film där schablonerna duggar tätt (1 av 5 fyrtorn), Mats Johnson, Göteborgs-Posten, 12 mars 1999

## Rollista
- Mikael Persbrandt - Andreas Persson
- Stefan Sauk - Göran Ålund
- Kjell Bergqvist - Chris Lipinski
- Lina Englund - Johanna Östberg
- Inga Landgré - Gunvor, Andreas’ mamma
- Suzanne Reuter - Fallenius
- Jakob Eklund - Hansson
- Sten Ljunggren - Eriksson
- Hans Lindgren -
- Vanna Rosenberg - Vivianne
- Sissela Kyle - Nanette
- Tom Wentzel - Simon
- Niklas Falk - Janne
- Gunilla Larsson - Johannas mamma
- Sten Elfström - Johannas pappa
- Andrea Vagn Jensen - Glennie
- Sørine Mønsted - Sanne
- Robert Jelinek - Spanare
- Margareta Pettersson - Portier 1
- Nick Börjlind - Portier 2
- Hanna Ekman - Kvinna på Cykel
- Claes Göran Thuresson - Gustav
- Charlotta Larsson - Kajsa
- Peter Lindmark - Polis
- Michael Dalager - Man på krogen